# Okno kontaktu
Okno kontaktu  – moment w historii Wszechświata, w którym jedna cywilizacja jest zdolna do odbioru sygnału innej cywilizacji.
Okres taki przypada na czas, w którym jedna cywilizacja znajduje się w momencie swojej historii pomiędzy opracowaniem technologii radiowych a jej samozagładą bądź technologicznym uwstecznieniem, a sygnał drugiej cywilizacji dociera w zasięg odbioru pierwszej.
Teoria ta, zaproponowana przez Stanisława Lema, który zwrócił uwagę na niskie prawdopodobieństwo odebrania takiego sygnału, obrazuje jego przyczynę jako niezdolność odbioru sygnału w momencie jego pojawienia się. Teoria okna kontaktu jest jednym z najbardziej prawdopodobnych rozwiązań Paradoksu Fermiego.
Hipotetyczna obca cywilizacja, oddalona od Ziemi o 100 000 lat świetlnych, będąca w epoce radia przez przykładowe 500 lat, które przypadały na okres 50 000 lat temu, nadawała sygnały, które dotrą do Ziemi za kolejne 50 000 lat (od 50 000 lat kierują się ku Ziemi z prędkością światła). Okno kontaktu w naszym wypadku zostanie zatem otwarte za 50 000 lat, przy założeniu istnienia wówczas rasy ludzkiej zdolnej do jego odbioru. Sygnały od cywilizacji technicznej, która istniała i zginęła 5 milionów lat temu mogły trafiać na Ziemię w chwili, w której człowiek znajdował się w epoce kamiennej, okno kontaktu w takim wypadku zostało zatem bezpowrotnie zamknięte.
Ludzkość w epoce radia znajduje się od początku XX wieku, natomiast regularne badania sygnałów pochodzących z kosmosu trwają dopiero od połowy XX, co w skali kosmicznej jest okresem znikomym. Jest zatem daleko bardziej prawdopodobne, że taki hipotetyczny sygnał dotarł na Ziemię w przeszłości, lub dotrze w przyszłości, niż to, że dotrze w chwili obecnej. Prawdopodobieństwo to zmniejszają dodatkowo ogromne odległości we Wszechświecie, które musi pokonać sygnał radiowy, oraz prawdopodobna duża rozciągłość czasowa pojawiania się i umierania cywilizacji technicznych we Wszechświecie.